# Jeu vidéo à défilement horizontal
Un jeu vidéo à défilement horizontal, ou en side-scrolling, est un jeu vidéo dans lequel l'action du gameplay est perçue par le joueur depuis une caméra en vue de côté, et dans lequel les personnages se déplacent généralement de gauche à droite (ou moins communément de droite à gauche) afin d'atteindre un objectif. Ces jeux utilisent le système de défilement d'éléments à l'écran. Le passage du gameplay par écran simple ou interposé au défilement horizontal, au cours de l'âge d'or des jeux d'arcade et dans l'histoire des consoles de troisième génération, se révélera une avancée cruciale dans la conception des jeux, comparable à la transition vers la 3D durant l'ère des consoles de cinquième génération.

Exemple d'écran d'un jeu vidéo à défilement horizontal.

## Histoire

### Jeux de tir
Le premier jeu vidéo en défilement horizontal est le jeu de tir Bomber, crée et distribué en arcade par la société Sega à partir d'avril 1977. Le joueur y contrôle un avion bombardier et doit larguer des bombes sur des cibles mobiles. En 1981, Scramble devient le premier jeu en défilement horizontal fixe et présente de nombreux et différents niveaux. L'art du format en défilement horizontal a été amélioré par la technique de défilement parallaxe, utilisée dans les jeux vidéo afin d'attribuer l'illusion d'une profondeur. Les images de fond se présentent sur différents plans de profondeur lors du défilement, et donnent ainsi l'illusion que les objets se rapprochent ou s'éloignent. Le premier jeu vidéo en défilement horizontal parallaxe est Defender, un jeu vidéo distribué par la société Williams Electronics en 1981. Il est suivi par Moon Patrol et d'autres à partir de 1982. 
Cette année là sort Time Pilot, de Konami, un jeu de tir spatial proposant un défilement à 360* qui permet au joueur de se déplacer et de tirer dans tous les sens, y compris en diagonal..
En 1984, le jeu Hover Attack, sur Sharp X1, devient le premier jeu run and gun en défilement libre, l. L'année suivante, en 1985, le jeu Thexder est commercialisé ; il est considéré comme le titre phare des joueurs adeptes de ce type de jeu. En 1985, le jeu en défilement horizontal Gradius, distribué par Konami, donne au joueur un contrôle plus large dans le choix des armes, et présente ainsi un autre élément de stratégie. Dans ce jeu également, le joueur se doit de mémoriser des niveaux afin d'atteindre quelques objectifs. Gradius, avec son désormais célèbre protagoniste, représente le genre shoot 'em up en défilement en horizontal, qui s'étendra par la suite en plusieurs volets.
Des run and gun tels que Ikari Warriors (1986), qui présentent des personnages se déplaçant à pied plutôt qu'en vaisseau spatial, se popularisent dans les années 1980 pendant la sortie de films d'action comme Rambo 2 : La Mission. Le premier jeu de ce type reste inconnu, mais le premier jeu influençable du genre s'intitule Commando, paru en 1985. Le jeu vidéo Contra (une version modifiée de ce qui a été commercialisé sous le titre de Probotector en Europe) est particulièrement bien accueilli pour son système multi-directionnel permettant une coopération en simultané. À la veille des années 1990, et avec la popularisation des consoles 16-bits, les jeux de tir en défilement horizontal prennent une ampleur commerciale considérable dont les développeurs tentent de tirer avantage (l'exception à cette époque étant Gunstar Heroes, de Treasure),.

### Jeux de course
En 1980, le jeu de course Rally-X, distribué par la société Namco, devient le premier jeu vidéo en défilement directionnel multiple, vertical et horizontal, dont la caméra pouvait défiler en même temps que le joueur. Il présente également un radar montrant le lieu dans lequel se trouve la voiture par rapport à la carte.
En 1984, de nombreux jeux de course en défilement horizontal sont commercialisés, comme Excitebike distribué par Nintendo, et Jumping Cross distribué par SNK. La même année, SNK fait paraître Mad Crasher, dans lequel le joueur prend le contrôle d'une moto futuriste sur des routes en défilement diagonal.

### Jeux de plateforme
Le premier jeu vidéo de plateforme en défilement horizontal est Jump Bug (en), un jeu de tir sur plateformes paru en 1981. Le joueur incarne une voiture bondissante naviguant et sautant sur diverses plateformes comme des bâtiments, des nuages et des collines. Il présente des niveaux qui défilent horizontalement et verticalement.
En 1984, Pac-Land lance le défilement horizontal encore plus loin, et devient plus qu'un simple jeu d'obstacle. Il ne s'agit pas seulement d'un titre à succès, mais également d'un titre précurseur des jeux Wonder Boy et Super Mario Bros., qui ont probablement été influencés par ce premier. The Legend of Kage est commercialisé la même année, offrant des niveaux permettant au joueur de naviguer dans toutes les directions. Sega fait paraître Flicky, un jeu de plateformes simple avec niveaux en défilement horizontal. Namco suit avec un jeu de type fantasy Dragon Buster (en) l'année suivante.
Le jeu de plateforme Super Mario Bros., distribué par Nintendo sur Nintendo Entertainment System en 1985, devient l'archétype de nombreux jeux de plateforme qui suivront. Le titre s'est vendu à plus de 40 millions d'exemplaires selon l'édition Livre Guinness des records de 1999. Donkey Kong contribue largement à la popularisation du genre sur consoles 8-bits. Sega tente d'atteindre ce succès avec les séries Alex Kidd et Wonder Boy. Plus tard, la série des jeux Wonder Boy devient notable pour son mélange d'éléments de jeux d'aventure et de RPG à la plateforme traditionnelle.

### Beat 'em up
En 1984, le jeu inspiré du cinéma d'action hongkongais Kung-Fu Master fonde le genre beat 'em up en défilement horizontal grâce à son système de jeu simple et ses nombreux ennemis,. En 1984, Karateka atteint ce succès avec un scénario plus approfondi accompagnant ses combats. En 1986, Nekketsu Kōha Kunio-kun s'inspire du thème des arts martiaux dans les premiers jeux de type beat 'em up et intronise le combat de rue dans le genre. Renegade est le précurseur des jeux beat 'em up à défilements horizontal et vertical.